# الطاقة في ليبيريا
توفر خدمات الكهرباء الرسمية شركة واحدة فقط وهي شركة ليبيريا للكهرباء المملوكة للدولة التي تدير شبكة صغيرة بشكل شبه حصري في منطقة مونروفيا الكبرى. ويتم توفير الغالبية العظمى من خدمات الطاقة الكهربائية بواسطة مولدات صغيرة مملوكة للقطاع الخاص.
تعد تعريفة الكهرباء في ليبيريا من بين أعلى المعدلات في العالم عند 0.54 دولار للكيلوواط ساعة. إذ بلغ في عام 2013 إجمالي القدرة المركبة 20 ميجاوات، وهو انخفاض حاد عن ذروة بلغت 191 ميجاوات في عام 1989.
كما تصل نسبة الوصول إلى الكهرباء في المناطق الحضرية في ليبيريا 34% وفي المناطق الريفية تبلغ هذه النسبة تقريبًا 0%. ويأتي حوالي 21% من إجمالي إنتاج الكهرباء من مصادر الطاقة المتجددة في عام 2010. إذ تتمتع ليبيريا بالقدرة على تطوير مواردها من طاقة الرياح، والطاقة الشمسية والطاقة الكهرومائية. كما تهدف الدولة إلى توليد 75% من الكهرباء من مصادر متجددة بحلول عام 2030.
ومن المقرر الانتهاء من إصلاح وتوسيع محطة ماونت كوفي للطاقة الكهرومائية بسعة قصوى تبلغ 80 ميجاوات بحلول عام 2018، بينما من المتوقع أن يعزز بناء ثلاث محطات جديدة لتوليد الطاقة من الوقود الثقيل السعة الكهربائية بمقدار 38 ميغاواط. وبدأت في عام 2013 ليبيريا في استيراد الطاقة من كوت ديفوار وغينيا المجاورتين من خلال تجمع الطاقة لغرب إفريقيا. 